# 응오요
응오요(콩고어: Ngoyo)는 오늘날 앙골라의 카빈다주에 위치했던 왕국이다. 응오요의 전통에 따르면, 응오요 왕국의 선조인 워요족은 이 지역에 가장 먼저 정착한 민족 중 하나였으며, 워요족의 족장은 자신들을 은푸누 은시(Nfumu Nsi, 땅의 군주)라고 칭했다. 수도는 음반자 응오요였다.

## 역사
응오요는 15세기 말에 워요족의 영토에서 건국되었다. 1589년 경 카빈다에 도착한 영국의 탐험가 앤드류 배텔은 응고요가 콩고강 북쪽에 있다고 보고했고, 영국의 탐험가였던 존 오길비는 응고요가 남쪽으로 자이르 강 또는 콩고 강 연안에, 남쪽으로는 카콩고 강과 접하고 있다고 보고했다. 응오요에서 잠시 머물렀던 선교사 메콜라는 응오요는 너무 작아서 이름만 왕국일 뿐이다라고 보고했다.
1630년대 응오요는 소요 세력에 의해 침략당했고, 소요 족장의 아들이 응오요의 통치자로 추대되었다. 그 후 수십 년간 그 뒤를 이은 통치자가 누구인지에 대한 정보는 존재하지 않는다.
1700년까지 응오요의 카빈다항은 아프리카 노예 무역의 주요 거점 중 하나가 되었고, 응오요의 경제는 노예 무역에 크게 의존하게 되었다.
1783년, 응오요는 카콩고, 프랑스와 연합하여 포르투갈의 요새를 파괴했다.
근대에 접어들며 왕위 계승자가 부족해지고 왕위 계승으로 인한 재정적 부담이 커짐에 따라 1830년대 응오요 왕국은 여러 소왕국들로 분열되어 사실상 멸망했으며 이후 1885년 포르투갈과 시물람부쿠 조약을 체결하며 응오요 왕국은 포르투갈의 보호령이 되었다.

## 같이 보기
- 붕구
- 카콩고